# Międzynarodowa Federacja Wushu
Międzynarodowa Federacja Wushu (ang. International Wushu Federation, chiń. 国际武术联合会, skrót IWUF) – międzynarodowa organizacja pozarządowa, zrzeszająca 152 narodowych federacji wushu.

## Historia
Federacja została założona 3 października 1990 roku w Pekinie.

## Członkostwo
- ARISF
- GAISF
- IWGA

## Mistrzostwa świata
- Mistrzostwa świata w wushu (od 1991 roku).
- Mistrzostwa świata juniorów w wushu
- Mistrzostwa świata w kungfu
- Mistrzostwa świata w sanda
- Mistrzostwa świata w taolu
- Mistrzostwa świata w taijiquan